# Feldbahn Vitry–Sailly
| Feldbahn Vitry–Sailly, Unterbauarbeiten, 21. Nov. 1916                                                                                                  |                     |                                |                                |
| Feldbahnen (rot gestrichelt), Feldbahnbrücken (gelb) und deutsche Schützengräben (rot), 2. Jan. 1918                                                    |                     |                                |                                |
| Streckenlänge: | ca. 6 km            |                                |                                |
| Spurweite: | 600 mm (Schmalspur) |                                |                                |
| |                     |                                |                                |
| \| \| \| Vitry-en-Artois \| \| \| \| \| La Scarpe \| \| \| \| \| Nach Courchelettes und Estrées \| \| \| \| \| \| \| \| \| \| Sailly-en-Ostrevent \| \| |                     |                                |                                |
| U-Bahn-Kopfbahnhof Streckenanfang (Strecke außer Betrieb)                                                                                               |                     | Vitry-en-Artois                | Vitry-en-Artois                |
| U-Bahn-Brücke über Wasserlauf (Strecke außer Betrieb)                                                                                                   |                     | La Scarpe                      | La Scarpe                      |
| U-Bahn-Abzweig geradeaus, nach links und von links (Strecke außer Betrieb)                                                                              |                     | Nach Courchelettes und Estrées | Nach Courchelettes und Estrées |
| U-Bahn-Strecke (außer Betrieb) |                     |                                |                                |
| U-Bahn-Kopfbahnhof Streckenende (Strecke außer Betrieb)                                                                                                 |                     | Sailly-en-Ostrevent            | Sailly-en-Ostrevent            |

Die Feldbahn Vitry–Sailly war eine etwa 6 km lange militärische Feldbahn mit einer Spurweite von 600 mm, die während des Ersten Weltkriegs im November/Dezember 1916 von der Bayerischen Eisenbahn-Bau-Kompanie 1 zwischen Vitry-en-Artois und Sailly-en-Ostrevent im französischen Département Pas-de-Calais in der Region Hauts-de-France verlegt wurde.

## Geschichte
Die Feldbahn wurde in ebenem Gelände nach minimaler Vorbereitung des Unterbaus mit vorgefertigten Gleisjochen verlegt. Für die Überquerung des Flüsschens La Scarpe wurde mithilfe zweier Pfahlrammen vom 20. November 1916 bis kurz nach dem 14. Dezember 1916 eine Holzbockbrücke errichtet. Die Feldbahn wurde am 17. Januar 1917 nach einer Brückenbelastungsprobe in Betrieb genommen.
Am Samstag, den 19. Dezember 2015, ereignete sich auf einem Feld zwischen Sailly-en-Ostrevent und Tortequesne etwa hundert Meter von einem ehemaligen deutschen Bunker entfernt eine heftige Explosion von Munition aus dem Ersten Weltkrieg, bei der es keine Opfer gab. Sie hinterließ einen großen Krater von 6 bis 10 Metern Tiefe und 20 Metern Durchmesser.